# Му-гун (Цінь)
Му-гун (кит.: 秦穆公; д/н — 621 до н. е.) — правитель царства Цінь у 659—621 роках до н. е.

## Життєпис
Походив з династії Ін. Молодший син Де-гуна. При нраодженні звався Женьхао. 659 року до н. е. після смерті брата Чен-гуна спадкував владу. Спочатку спрямував зусилля на укладання союзу з потужною державою Цзінь. Він одружився з Му Цзі, донькою Сянь-гуна, і одружив свою дочку Хуай з Ю, сином Сянь-гуна. Ці два шлюби привели до прислів'я «Дружба Цінь і Цзінь» (秦晉之好) для позначення політичних союзів, заснованих на шлюбних зв'язках.
651 року до н. е. втрутився у боротьбу за владу в державі Цзінь, що почалася там після смерті Сянь-гуна. За підтримки Му-гуна владу перебрав його зять Ю, що став Хуай-гуном. Правитель Цінь відправив тому військо а харчі, оскільки в Цзінь почався голод. Через декілька років, коли в Цінь почався голодзять му-гунанапав на нього, почавши тим самим запеклу боротьбу.
640 року до н. е. знищив держави Лян і Жуй (пониззя річок Шичуаньхе і Лохе). Втім ще деякий час довелося боротися за ці землі з Цзінь. 637 року після смерті Хуай-гуна втрутився у боротьбу за владу в державі Цзінь, здобув перемогу у битві при Гаоляні, поставивши на трон Вень-гуна.
За цим почав військові кампанії проти племен на півночі та заході. Спочатку завдав поразки племенам ді, вигнав їх у регіон на захід від Хуанхе між річками Юнь і Луо. вів переважно успішні війни проти жунських утворень Дань, Іцзюй, Учжі. Після цього почав війну проти племенної конфедерації дунху.
У 628 році до н. е. Му-гун, як володар найбільш потужного царства, отримав титул гегемона (ба). 627 року до н. е. захопило державу Хуа (територія сучасної провінції Хенань). У тому ж році до н. е. планував таємний напад на державу Чжен, але армія Му-гуна відступила після того, як його обдурили, запевнивши, що Чжен був підготовлений до вторгнення Цінь. При поверненні до себе цінське військо було атаковано біля гори Яо (в сучасній провінції Хенань) військами Сян-гуна, правителя Цзінь, внаслідок чого Цінь зазнала тяжкої поразки. 626 року до н. е. почав наступ на верхів'я долини річки Шичуаньхе. 625 рокудо н.е. зазнав поразки від Цзінь. 624 року до н. е. війська Цінь завдали поразки Сян-гуну у битві біля Ваньгуаня. 623 року до н. е. завдано поразки жунам, внаслідок чого завершено підкорення верхів'їв Шичуаньхе, але того ж року Му-гун вимушен був поступитися державі Цзінь землями колишньої держави Лян (на той час відомі як Шаолян).
622 року до н. е. Цінь зазнало нової поразки від Цзінь. В результаті Му-гун фактично відмовився від титулу ба, але не визнавав цього до самої смерті. Помер 621 року дон. е. Йому спадкував син Кан-гун.